# Norwegischer Buhund
Der Norwegische Buhund ist eine von der FCI (Nr. 237, Gr. 5, Sek. 3) anerkannte norwegische Hunderasse.

## Herkunft und Geschichtliches
Der Name leitet sich vom norwegischen Wort bu für Hütte, Bauernhof ab und wird erstmals im 17. Jahrhundert erwähnt. In einem Wikingergrab von etwa 900 fanden sich Knochen dieses Hundetyps. Der Buhund und seine Vorfahren waren wenig spezialisierte Hunde der norwegischen Bauern und wurden zum Viehhüten, zur Jagd und zur Bewachung von Haus und Hof eingesetzt. 1943 wurde der Buhund von der FCI als Rasse anerkannt.

## Beschreibung
Der Norwegische Buhund ist ein bis 46 cm großer, spitzartiger Hund mit einem Gewicht von bis zu 18 kg. Sein Haar ist dick, reichlich, hart, aber eher glatt anliegend, mit dichter Unterwolle, weizenfarben in vielen Schattierungen oder schwarz. Die Ohren sind mittelgroß, aufrecht stehend und nach vorne gerichtet. Die Rute ist hoch angesetzt, fest eingerollt, über der Mitte des Rückens, nicht zu sehr seitlich getragen.

## Wesen und Verwendung
Der Buhund gilt als Familienhund, ist freundlich, kinderlieb und verspielt. Er ist den Menschen sehr zugetan, braucht aber viel Beschäftigung und Aufmerksamkeit. Die Rasse ist allerdings auch bellfreudig, jedes Ereignis und jeder Besucher werden von ihr kommentiert.